# فرناندو بيلوسكي

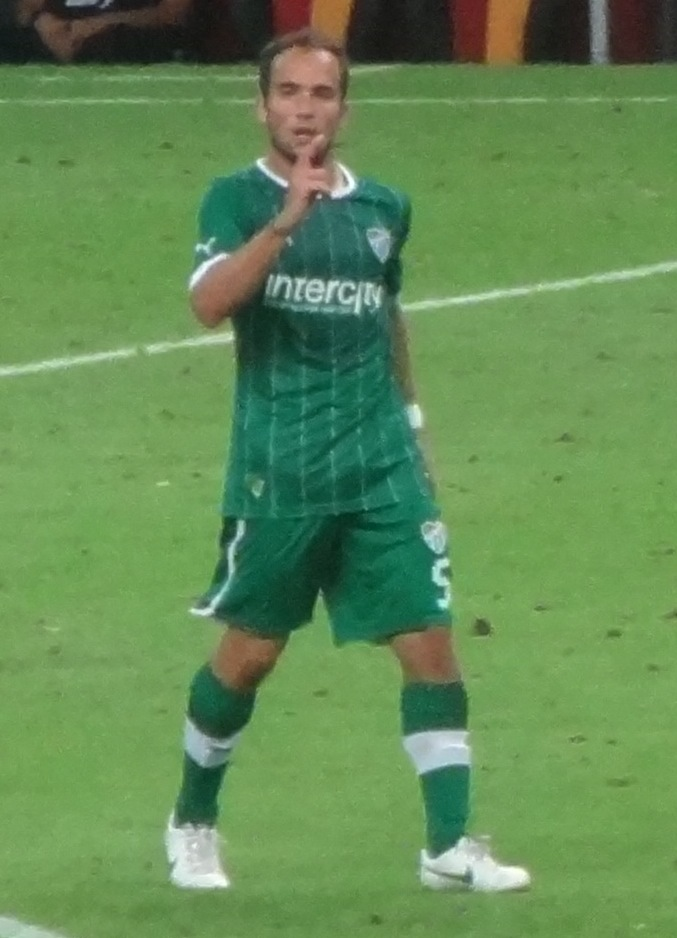

فرناندو دانييل بيلوتشي (10 سبتمبر 1983 - )، لاعب كرة قدم أرجنتيني، يلعب كلاعب وسط في فريق ريفيربليت الأرجنتيني.

## مسيرته الكروية
لعب فرناندو بيلوسكي خلال مسيرته الاحترافية مع 8 أندية في عشرون موسمًا وسجل خلالها 67 هدفًا ضمن 421 مباراة. حيث فاز في أربعة مواسم بالكأس وفي ستة مواسم بالدوري.
خاض فرناندو بيلوسكي مسيرته مع FC Barcelona (beach soccer) ‏ في موسم 2002–03 ليلعب معه أربعة مواسم، مشاركًا في 90 مباراة سجل خلالها 20 هدف. ثم انتقل إلى نادي ريفر بليت في موسم 2006–07 ولمدة موسمين، حيث شارك في 48 مباراة سجل خلالها 13 هدفًا. لينتقل بعدها إلى نادي أولمبياكوس في موسم 2007–08 ولمدة موسمين، مشاركًا في 36 مباراة سجل خلالها 6 أهداف. ثم انتقل إلى نادي بورتو في موسم 2009–10 واستمر معه طيلة ثلاثة مواسم، مشاركًا في 69 مباراة سجل خلالها 6 أهداف أيضًا. هذا وانتقل لاحقًا إلى نادي جنوى في موسم 2011–12 لمدة موسم واحد، مشاركًا في 14 مباراة سجل خلالها هدفًا واحدًا. ثم انتقل بعدها إلى نادي بورصة سبور في موسم 2012–13 واستمر معه طيلة ثلاثة مواسم، مشاركًا في 89 مباراة سجل خلالها 11 هدفًا. ليعود وينتقل من جديد، لكن هذه المرة إلى نادي كروز آزول في موسم 2015–16 لمدة موسم واحد، مشاركًا في 8 مباريات ولم يسجل أي هدف. لينتقل بعدها إلى نادي سان لورينزو في موسم 2016 ليلعب معه أربعة مواسم، مشاركًا في 67 مباراة سجل خلالها 10 أهداف.

## روابط خارجية
- فرناندو بيلوسكي على موقع الاتحاد الأوربي (الإنجليزية)
- فرناندو بيلوسكي على موقع اتحاد تركيا (لاعب) (الإنجليزية)
- فرناندو بيلوسكي على موقع قاعدة بيانات كرة القدم.إي يو (الإنجليزية)
- فرناندو بيلوسكي على موقع ناشيونال فوتبول تيمز (الإنجليزية)
- فرناندو بيلوسكي على موقع Soccerway.com (الإنجليزية)
- فرناندو بيلوسكي على موقع عالم كرة القدم.نت (الإنجليزية)
- فرناندو بيلوسكي على موقع كووورة
- فرناندو بيلوسكي على موقع AS.com (الإسبانية)